# Licia Nunez
Licia Nunez, pseudonimo di Lucia Del Curatolo (Barletta, 1º marzo 1978), è un'attrice ed ex modella italiana.

## Biografia
A diciassette anni inizia a lavorare come fotomodella, per intraprendere la carriera di attrice subito dopo. Dal 2000 al 2003  studia recitazione, prima a Tolosa presso l'Università d'Arte Drammatica "Le Mirail", poi con Beatrice Bracco presso il Teatro Blu di Roma. Dopo aver recitato in un paio di cortometraggi e in un ruolo non accreditato nel film Alla fine della notte, nel 2004 appare in Balletto di guerra, diretto da Mario Rellini e ne Il monastero, diretto da Antonio Bonifacio. Tornerà al cinema nel 2007 con E guardo il mondo da un oblò, diretto da Stefano Calvagna, dove interpreta Valentina.
Tra i suoi lavori televisivi, il serial Incantesimo, in cui dal 2004 al 2006 interpreta il ruolo di Nicoletta Capirossi, le miniserie televisive Una vita in regalo - diretta da Tiziana Aristarco e con Luca Barbareschi - e L'ultimo rigore 2 - diretta da Sergio Martino - la soap opera di Canale 5 Vivere, dove dal settembre del 2007 al 2008 è la cattiva Barbara Ponti. Su Rai Uno ha condotto nel 2006 Notti mondiali, al fianco di Marco Mazzocchi, e Vivere da campioni con Corrado Tedeschi, mentre nella stagione 2012/2013 ha affiancato Stefano Bizzotto in Eurogol su Rai Sport 1.
Partecipa alla quinta edizione di Ballando con le stelle, condotto da Milly Carlucci, in coppia con il ballerino professionista Dmitry Pakhomov. Nel 2011 è stata attrice protagonista, nonché produttrice, del film per il cinema Goodbye Mama nel ruolo di Virginia Kirova. Dal 2012 al 2018 è una delle protagoniste della fiction di Canale 5 Le tre rose di Eva nel ruolo di Elena Monforte, per la regia di Raffaele Mertes e Vincenzo Verdecchi. Da gennaio 2020 entra fra i concorrenti del Grande Fratello VIP. Nel 2022 prende parte alla sedicesima edizione de L'isola dei Famosi ritirandosi dopo quarantadue giorni a causa del prolungamento del programma.

## Vita privata
Nel 2003 ha subito un aborto a seguito di una gravidanza extrauterina. Dal 2004 al 2010 è stata legata sentimentalmente all'attivista LGBT e politica Imma Battaglia. Dal 2017 al 2021 è stata fidanzata con l’imprenditrice Barbara Eboli.

## Filmografia

### Cinema
- Alla fine della notte, regia di Salvatore Piscicelli (2003) - non accreditata
- Il monastero, regia di Antonio Bonifacio (2004)
- Balletto di guerra, regia di Mario Rellini (2004)
- E guardo il mondo da un oblò, regia di Stefano Calvagna (2007)
- Goodbye Mama, regia di Michelle Bonev (2011) - anche produttrice

### Televisione
- Una vita in regalo, regia di Tiziana Aristarco – miniserie TV (2004)
- Incantesimo – serial TV (2004-2007)
- Vivere – soap opera (2007-2008)
- R.I.S. - Delitti imperfetti – serie TV, episodio 1x01 (2005)
- L'ultimo rigore 2, regia di Sergio Martino – miniserie TV (2005)
- Le tre rose di Eva – serie TV (2012-2018)
- L'allieva – serie TV, episodio 2x01 (2018)

### Cortometraggi
- Coppie (2001)
- I carnefici (2001) - Realizzato dagli studenti dell'Università "Le Mirail" di Tolosa

## Programmi televisivi
- Notti mondiali (Rai Uno, 2006) - co-conduttrice
- Vivere da campioni (Rai Uno, 2006) - co-conduttrice
- Ballando con le stelle (Rai Uno, 2009) - concorrente
- Eurogol (Rai Sport 1, 2012/2013) - co-conduttrice
- Grande Fratello VIP (Canale 5, 2020) - concorrente
- L'isola dei famosi (Canale 5, 2022) - concorrente